# Fortnite: Battle Royale
Fortnite: Battle Royale — компьютерная игра в жанре королевской битвы, разработанная и выпущенная компанией Epic Games для Windows, MacOS, PlayStation 4 и Xbox One в 2017 году. В 2018 году Epic Games также выпустила версии игры для iOS, Nintendo Switch и Android. Игра распространяется преимущественно посредством цифровой дистрибуции по модели free-to-play; изданием версий игры на физических носителях занимается компания Gearbox Publishing. Fortnite: Battle Royale является ответвлением от компьютерной игры Fortnite, также известной как Fortnite: Save the World — симулятора выживания с возможностью строительства различных сооружений.
Подобно другим играм в жанре королевской битвы, Fortnite: Battle Royale предлагает игрокам принять участие в массовом сражении на обширной карте — поодиночке или группами от двух до четырёх человек, истребляя или избегая персонажей других игроков до тех пор, пока на карте не останется только один победитель. Игра подталкивает игроков к взаимодействию, постепенно уменьшая доступную им «безопасную» зону; выход за её пределы приведёт к потере здоровья и гибели персонажа. В ходе игры игроки должны искать разбросанные по карте оружие и предметы, чтобы получить преимущество над соперниками. Fortnite: Battle Royale заимствует из Fortnite возможность строительства сооружений — игроки могут разрушать различные объекты и строения в игре и использовать полученные материалы для строительства новых. Игра в ограниченных пределах позволяет игрокам с разных платформ — персональных компьютеров, приставок и мобильных устройств — играть на одной карте друг с другом.
Идея Fortnite: Battle Royale возникла после выхода королевской битвы PlayerUnknown's Battlegrounds, добившейся огромной популярности в 2017 году. Видя быстрый рост числа игроков и коммерческий успех этой игры, Epic Games первоначально воссоздала аналогичный режим в составе игры Fortnite, а потом и выпустила отдельную версию игры. В то время как игра сама по себе бесплатна, разработчик получает доход от микротранзакций, и для этого используется общая между Fortnite и Fortnite: Battle Royale виртуальная валюта V-Bucks.

## Игровой процесс
Игроки в количестве до 100 человек сражаются в «королевской битве» (с англ. — «Battle Royale»), где игроки воюют между собой, чтобы стать последним выжившим. Игроки могут выбирать, как войти в матч: в одиночку, в паре или отрядом из четырёх человек. В любом случае, последний человек или команда, оставшаяся в живых, выигрывает матч.
Каждый матч начинается с того, что все игроки прыгают с дельтапланом из летящего синего автобуса над картой. Маршрут полёта автобуса через карту выбирается случайным образом в начале матча, что требует от игроков быстро определить лучший момент для прыжка с планером. Игроки начинают раунд с киркой, с которой можно разрушать постройки и предметы, тем самым добывая строительные материалы. Как только игроки приземляются, они могут осматривать различные здания, постройки и другие сооружения в поиске оружия, патронов, материалов, медикаментов и многих других вещей. Эти предметы распределяются по всей карте в начале матча, причём определённые зоны имеют повышенный шанс нахождения там лучшего снаряжения. Убитые игроки оставляют на месте своей смерти снаряжение. Строительные материалы нужны для строительства сооружений; для их добычи требуется разрушать разные здания, деревья и многие другие разрушаемые предметы. В марте 2022 года был введен особый игровой режим «Нулевая высота» (с англ. — «Zero Build»), который убрал из режима Battle Royale все возможности строительства, и к апрелю 2022 года стал постоянным дополнительным режимом в игре.
Новый постоянный режим «Fortnite OG» был анонсирован 12 ноября 2024 года на официальных страницах Fortnite в социальных сетях. Он позволяет игрокам вернуться на оригинальную карту из 1 главы, которая была представлена в 2017 году. Режим позволит игрокам пройти через все 10 сезонов первой главы, с классической графикой, пушками и другими предметами игры. После завершения всех сезонов, они будут повторяться ежемесячно. Режим Fortnite OG доступен с 6 декабря 2024 года.

## Отзывы и популярность
В 2017—2018 годах Fortnite: Battle Royale превратилась в феномен массовой культуры — ей удалось привлечь множество новых игроков из числа людей, ранее не интересовавшихся компьютерными играми, точно так же, как в прошлом это было с World of Warcraft и Minecraft. Уже через две недели после выхода игры количество игроков в Fortnite: Battle Royale достигло 10 миллионов, к марту 2018 года это число превысило 45 миллионов, и в июне 2018 года Epic Games сообщала о 125 миллионах зарегистрированных в игре игроков, 40 миллионов из которых заходили в игру хотя бы раз в месяц. По данным Nintendo, в первые сутки после выхода на Nintendo Switch игра была загружена более двух миллионов раз. В июле 2018 года, когда был выпущен очередной пятый сезон игры, компания Akamai Technologies сообщила, что совокупный сетевой трафик Fortnite: Battle Royale превышает 37 терабайт в секунду — больше, чем у любой другой онлайн-игры в истории. Больший успех Fortnite: Battle Royale по сравнению с PlayerUnknown's Battlegrounds журналисты связывали с несколькими факторами: бесплатностью игры, её доступностью на множестве платформ, удачным временем выхода — Epic Games сумела предложить разочаровавшимся игрокам более приятную альтернативу; а также сравнительно меньшим уровнем насилия на экране и яркой графикой, что позволило привлечь к игре детскую и женскую аудиторию.
В 2023 году был установлен новый рекорд — за сутки сыграло более 44 млн человек.

## Судебный иск
В январе 2018 года южнокорейская компания PUBG Corp. — дочерняя компания Bluehole, отвечающая за выпуск и поддержку компьютерной игры PlayerUnknown's Battlegrounds (PUBG), подала судебный иск против Epic Games, заявляя, что Fortnite: Battle Royale нарушает авторские права PUBG Corp. как разработчиков PUBG. В частности, представители PUBG Corp. утверждали, что в Fortnite: Battle Royale скопированы из PUBG интерфейс пользователя и игровые предметы. По сообщению газеты Korea Times, опрошенные эксперты сомневались в том, что PUBG Corp. удастся выиграть дело: весь жанр королевской битвы, включающий в себя и PlayerUnknown's Battlegrounds, и Fortnite: Battle Royale не является оригинальным и воспроизводит в игровой форме фильм «Королевская битва» 2000 года. В июне 2018 года PUBG Corp. отозвала иск без объявления причин.
13 августа 2020 года Fortnite удалили из App Store и Google Play, после того как Epic Games нарушила правила этих площадок дистрибуции и добавила возможность прямых внутриигровых покупок, в обход официальных платёжных систем Apple Pay и Google Pay.

### Комментарии
1. 1 2 3  13 августа 2020 года Fortnite удалили из магазинов AppStore и Google Play из-за функции прямых платежей[2]. Клиент для macOS хотя и может быть загружен, но не сможет быть обновлён. См. дело Epic Games против Apple.